# کوش‌جوسوفولو (قره‌عیسی‌لی)
کوش‌جوسوفولو (به ترکی استانبولی: Kuşcusofulu) یک منطقهٔ مسکونی در ترکیه است که در کارایسالی واقع شده‌است.